# Nuoto ai campionati europei di nuoto 2022 - 100 metri farfalla maschili
La gara dei 100 metri farfalla maschili dei campionati europei di nuoto 2022 si è svolta il 13 e il 14 agosto 2022. Al mattino del 13 agosto si sono svolte le batterie e lo spareggio e nel pomeriggio le semifinali, mentre la finale si è disputata nel pomeriggio del 14 agosto.

## Podio
| Pos.    | Atleta         | Nazione  |
| ------- | -------------- | -------- |
| Oro     | Kristóf Milák  | Ungheria |
| Argento | Noè Ponti      | Svizzera |
| Bronzo  | Jakub Majerski | Polonia  |

## Record
Prima della manifestazione il record del mondo (RM), il record europeo (EU) e il record dei campionati (RC) erano i seguenti.
|  | 49"45 | Caeleb Dressel | 31 luglio 2012 Tokyo    |
|  | 49"68 | Kristóf Milák  | 31 luglio 2012 Tokyo    |
|  | 50"18 | Kristóf Milák  | 23 maggio 2021 Budapest |

Durante la competizione non sono stati migliorati record.

## Risultati

### Batterie
| Pos. | Batteria | Corsia | Atleta                   | Nazionalità   | Tempo   | Note |
| ---- | -------- | ------ | ------------------------ | ------------- | ------- | ---- |
| 1    | 5        | 4      | Noè Ponti                | Svizzera      | 51"56   | Q    |
| 2    | 6        | 3      | Nyls Korstanje           | Paesi Bassi   | 51"81   | Q    |
| 3    | 6        | 4      | Kristóf Milák            | Ungheria      | 51"82   | Q    |
| 4    | 5        | 6      | Hubert Kós               | Ungheria      | 51"88   | Q    |
| 5    | 6        | 6      | Matteo Rivolta           | Italia        | 51"90   | Q    |
| 6    | 4        | 5      | Federico Burdisso        | Italia        | 51"95   | Q    |
| 7    | 5        | 5      | Simon Bucher             | Austria       | 52"19   | Q    |
| 7    | 4        | 2      | Edward Mildred           | Gran Bretagna | 52"19   | Q    |
| 9    | 4        | 4      | Jakub Majerski           | Polonia       | 52"21   | Q    |
| 10   | 4        | 3      | Piero Codia              | Italia        | 52"26   |      |
| 11   | 6        | 5      | Josif Miladinov          | Bulgaria      | 52"27   | Q    |
| 12   | 6        | 2      | Adrian Jaśkiewicz        | Polonia       | 52"30   | Q    |
| 13   | 5        | 3      | Jacob Peters             | Gran Bretagna | 52"35   | Q    |
| 14   | 6        | 7      | Diogo Ribeiro            | Portogallo    | 52"38   | Q    |
| 15   | 5        | 7      | Clément Secchi           | Francia       | 52"56   | Q    |
| 16   | 4        | 6      | Jan Šefl                 | Rep. Ceca     | 52"67   | Q    |
| 17   | 6        | 9      | Mario Mollà              | Spagna        | 52"68   | S    |
| 17   | 4        | 9      | Andreas Vazaios          | Grecia        | 52"68   | S    |
| 19   | 5        | 8      | Alex Ahtiainen           | Estonia       | 52"82   |      |
| 20   | 4        | 1      | Lorenzo Gargani          | Italia        | 52"84   |      |
| 21   | 4        | 7      | Alberto Lozano           | Spagna        | 52"86   |      |
| 22   | 4        | 0      | Kregor Zirk              | Estonia       | 52"95   |      |
| 23   | 5        | 2      | Daniel Zaitsev           | Estonia       | 53"06   |      |
| 24   | 3        | 2      | Denys Kesil              | Ucraina       | 53"24   |      |
| 25   | 4        | 8      | Konstantinos Stamou      | Grecia        | 53"31   |      |
| 26   | 3        | 4      | Brendan Hyland           | Irlanda       | 53"36   |      |
| 27   | 6        | 0      | Björn Kammann            | Germania      | 53"76   |      |
| 27   | 5        | 0      | Đurđe Matić              | Serbia        | 53"76   |      |
| 29   | 5        | 9      | Mateusz Chowaniec        | Polonia       | 53"87   |      |
| 29   | 2        | 3      | Thomas Piron             | Francia       | 53"87   |      |
| 31   | 3        | 6      | Arbidel González         | Spagna        | 53"90   |      |
| 32   | 3        | 5      | Oskar Hoff               | Svezia        | 53"91   |      |
| 33   | 3        | 7      | Michał Chmielewski       | Polonia       | 53"96   |      |
| 34   | 6        | 1      | Nikola Miljenić          | Croazia       | 54"09   |      |
| 35   | 3        | 3      | Armin Evert Lelle        | Estonia       | 54"10   |      |
| 36   | 3        | 0      | Julius Munk              | Danimarca     | 54"23   |      |
| 37   | 2        | 7      | Mason Wilby              | Gran Bretagna | 54"28   |      |
| 38   | 5        | 1      | Shane Ryan               | Irlanda       | 54"29   |      |
| 39   | 6        | 8      | Max McCusker             | Irlanda       | 54"36   |      |
| 40   | 3        | 1      | Theodoros Andreopoulos   | Grecia        | 54"43   |      |
| 41   | 2        | 2      | Ondřej Gemov             | Rep. Ceca     | 54"54   |      |
| 42   | 2        | 6      | Artur Barseghyan         | Armenia       | 54"63   |      |
| 43   | 3        | 9      | Ádám Halás               | Slovacchia    | 54"77   |      |
| 44   | 3        | 8      | Valentyn Nesterkin       | Ucraina       | 54"84   |      |
| 45   | 2        | 4      | Oleksii Khnykin          | Ucraina       | 54"92   |      |
| 46   | 2        | 1      | Tomàs Lomero             | Andorra       | 55"32   |      |
| 47   | 2        | 9      | Símon Elías Statkevicius | Islanda       | 55"38   |      |
| 48   | 2        | 8      | Emil Hassling            | Svezia        | 55"67   |      |
| 49   | 2        | 5      | Tobias Dan Hansen        | Danimarca     | 56"05   |      |
| 50   | 1        | 4      | Ronens Kermans           | Lettonia      | 56"44   |      |
| 51   | 1        | 5      | Alessandro Rebosio       | San Marino    | 56"52   |      |
| 52   | 2        | 0      | Bernat Lomero            | Andorra       | 57"01   |      |
| 53   | 1        | 3      | Endi Kola                | Albania       | 1'00"42 |      |

### Spareggio
| Pos. | Corsia | Atleta          | Nazionalità | Tempo | Note |
| ---- | ------ | --------------- | ----------- | ----- | ---- |
| 1    | 4      | Mario Mollà     | Spagna      | 52"07 | Q    |
| 2    | 5      | Andreas Vazaios | Grecia      | 52"71 |      |

### Semifinali

#### Semifinale 1
| Pos. | Corsia | Atleta            | Nazionalità   | Tempo | Note |
| ---- | ------ | ----------------- | ------------- | ----- | ---- |
| 1    | 4      | Nyls Korstanje    | Paesi Bassi   | 51"46 | Q    |
| 2    | 6      | Simon Bucher      | Austria       | 51"62 | Q    |
| 3    | 5      | Hubert Kós        | Ungheria      | 51"69 | Q    |
| 4    | 3      | Federico Burdisso | Italia        | 51"82 |      |
| 5    | 1      | Clément Secchi    | Francia       | 52"10 |      |
| 6    | 2      | Josif Miladinov   | Bulgaria      | 52"34 |      |
| 7    | 7      | Jacob Peters      | Gran Bretagna | 52"52 |      |
| 8    | 8      | Mario Mollà       | Spagna        | 53"13 |      |

#### Semifinale 2
| Pos. | Corsia | Atleta            | Nazionalità   | Tempo | Note |
| ---- | ------ | ----------------- | ------------- | ----- | ---- |
| 1    | 4      | Kristóf Milák     | Ungheria      | 51"01 | Q    |
| 2    | 5      | Noè Ponti         | Svizzera      | 51"16 | Q    |
| 3    | 2      | Jakub Majerski    | Polonia       | 51"58 | Q    |
| 4    | 1      | Diogo Ribeiro     | Portogallo    | 51"61 | Q    |
| 4    | 3      | Matteo Rivolta    | Italia        | 51"61 | Q    |
| 6    | 6      | Edward Mildred    | Gran Bretagna | 51"79 |      |
| 7    | 7      | Adrian Jaśkiewicz | Polonia       | 52"68 |      |
| 8    | 8      | Jan Šefl          | Rep. Ceca     | 52"95 |      |

### Finale
| Pos. | Corsia | Atleta         | Nazionalità | Tempo | Note |
| ---- | ------ | -------------- | ----------- | ----- | ---- |
|      | 4      | Kristóf Milák  | Ungheria    | 50"33 |      |
|      | 5      | Noè Ponti      | Svizzera    | 50"87 |      |
|      | 6      | Jakub Majerski | Polonia     | 51"22 |      |
| 4    | 8      | Hubert Kós     | Ungheria    | 51"33 |      |
| 5    | 1      | Simon Bucher   | Austria     | 51"44 |      |
| 6    | 2      | Matteo Rivolta | Italia      | 51"68 |      |
| 7    | 3      | Nyls Korstanje | Paesi Bassi | 51"79 |      |
| 8    | 7      | Diogo Ribeiro  | Portogallo  | 52"28 |      |